# عارية الأغصان الصينية
عارية الأغصان الصينية (الاسم العلمي: Gymnocladus chinensis) وتُعرف باسم شجرة الصابون أو شجرة البن الصينية، هي شجرة من فُصيلة بقماوات وفصيلة البقولية، موطنها وسط الصين. أوراقها ثنائية الشكل ضخمة تبدأ باللون الأرجواني ثم تتدرج إلى اللون الأخضر.